# قلعه کوت
قلعه کوت (به عربی: قلعة الكوت) که بیشتر به عنوان قلعه دوحه شناخته می‌شود، یک قلعه نظامی تاریخی است که در قلب دوحه، پایتخت قطر واقع شده است. این بنا در سال ۱۹۲۷ توسط شیخ عبدالله بن جاسم آل ثانی، که از ۱۹۱۳ تا ۱۹۴۹ بر قطر حکومت کرد، ساخته شد .  این قلعه بعداً به موزه تبدیل شد.  
صنایع دستی سنتی،‌ محصولات و عکس‌هایی از زندگی روزمره مردم قطر در این قلعه نگهداری می‌شود.  

## تاریخچه
قلعه کوت در سال ۱۹۲۷ توسط شیخ عبدالله بن جاسم آل ثانی پس از رها شدن توسط عثمانی‌ها بازسازی شد. این قلعه ابتدا برای خدمت به عنوان پاسگاه پلیس در سال ۱۸۸۰ ساخته شده و پس از آن در سال ۱۹۰۶ به عنوان زندان مورد استفاده قرار می‌گرفت، اگرچه برخی منابع ادعا می‌کنند که قلعه کوت توسط شیخ عبدالله برای محافظت از سوق واقف در برابر دزدان ساخته شده است. این قلعه در ۱۹۷۸ بازسازی شد. 

## مکان
قلعه کوت در کوی البدع، در نزدیکی بازار واقف و کورنیش دوحه  واقع شده است و اکنون یک مکان دیدنی، به ویژه برای گردشگران خارجی است. 